# Nina Franke
Nina Franke (Nijmegen, 14 maart 2002) is een Nederlandse atlete, die zich heeft toegelegd op de 400 m horden en 400 m sprint. Op het eerste onderdeel behaalde ze in 2024 een zilveren medaille op de Nederlandse kampioenschappen in Hengelo achter haar clubgenote en trainingspartner Cathelijn Peeters. Op het tweede onderdeel werd zij in 2025, bij haar debuut in de Nederlandse ploeg, samen met Lieke Klaver, Cathelijn Peeters en Femke Bol kampioene op de 4 × 400 m estafette op de Europese indoorkampioenschappen in Apeldoorn.

## Internationale kampioenschappen
| Onderdeel | Titel                    | Jaar |
| --------- | ------------------------ | ---- |
| 4 x 400 m | Europees indoorkampioene | 2025 |

## Persoonlijke records
Outdoor
| Onderdeel    | Prestatie          | Datum        | Plaats              |
| ------------ | ------------------ | ------------ | ------------------- |
| 200 m        | 23,83 s (-0,5 m/s) | 19 juli 2024 | Alphen aan den Rijn |
| 400 m        | 52,20 s            | 9 juni 2025  | Hengelo             |
| 100 m horden | 14,77 s            | 26 juni 2022 | Apeldoorn           |
| 400 m horden | 56,30 s            | 28 juni 2025 | Madrid              |

Indoor
| Onderdeel | Prestatie | Datum            | Plaats    |
| --------- | --------- | ---------------- | --------- |
| 400 m     | 52,38 s   | 23 februari 2025 | Apeldoorn |

## Prestatieontwikkeling
| Jaar | 200 m | 400 m      | 400 m hrd |
| ---- | ----- | ---------- | --------- |
| 2015 | -     | 1.03,38(i) | -         |
| 2016 | 26,98 | 1.00,65    | 1.05,81   |
| 2017 | 26,17 | 59,17      | 1.04,86   |
| 2018 | 26,06 | 59,24(i)   | 1.06,78   |
| 2019 | 24,82 | 57,78      | 1.02,66   |
| 2020 | -     | -          | -         |
| 2021 | -     | -          | -         |
| 2022 | 25,45 | 57,80      | -         |
| 2023 | 24,58 | 55,48      | 1.01,10   |
| 2024 | 23,83 | 53,93      | 57,77     |
| 2025 |       | 52,20      | 56,30     |

(i) is indoor gelopen

## Palmares

### 400 m
- 2024: 4e FBK Games (nat.) - 54,11 s
- 2025: 4e NK indoor – 52,38 s
- 2025:  FBK Games (tal. progr.) - 52,20 s

### 400 m horden
- 2024:  Harry Schulting Games - 59,17 s
- 2024:  NK – 57,77 s
- 2025: 10e EK landenteams First League in Madrid - 56,30 s
- 2025:  NK – 57,43 s

### 4 × 400 m
- 2025:  EK indoor - 3.24,34 (NR)

### 4 × 400 m gemengd
- 2025: 6e EK landenteams First League in Madrid - 3.12,92